# 윤충 (전한)
윤충(尹忠, ? ~ 기원전 29년)은 전한 후기의 관료로, 자는 자빈(子賓)이며 위군 사람이다.

## 행적
초원 4년(기원전 45년), 정위에 임명되었다가 14년 후 제리광록대부로 전임되었다.
건시 3년(기원전 30년), 어사대부에 임명되었다.
이듬해 가을, 하수가 동군에서 범람하여 연주·예주 일대의 4개군 32개현을 덮쳤고, 토지 5만여 경(頃)·가옥 4만여 채가 침수되었다. 윤충은 방책을 마련하지 못하여 성제의 문책을 받았고, 결국 스스로 목숨을 끊었다.

## 출전
- 반고, 《한서》
  - 권10 성제기
  - 권19하 백관공경표 下
  - 권29 구혁지

| 전임 진수 | 전한의 정위 기원전 45년 ~ 기원전 31년 | 후임 하수 |

| 전임 장담 | 전한의 어사대부 기원전 30년 10월 을묘일 ~ 기원전 29년 10월 기해일 | 후임 장충 |